# Запорізька (зупинний пункт)
Запорі́зька (також 28 км) — залізничний пасажирський зупинний пункт Луганської дирекції Донецької залізниці.
Розташований у смт Запоріжжя, Краснолуцька міська рада, Луганської області на лінії Дебальцеве — Красна Могила між станціями Комендантська (2 км) та Петровеньки (14 км).
Через військову агресію Росії на сході України транспортне сполучення припинене, водночас на середину листопада 2018 р. двічі на день курсує пара електропоїздів сполученням Фащівка — Красна Могила, що підтверджує сайт Яндекс.